# Тюрьма и воля
«Тюрьма и воля» — телепрограмма «ТВ Центр», выходившая в эфир в 2003—2005 годах. Ведущий —  Александр Политковский.

## История
С 24 января 2003 года программа выходила на канале ТВЦ в 17:15. Позиционировалась как публицистическое ток-шоу.
На этапе планирования проекта (в 2001—2002 годах) ведущим ток-шоу готовился Олег Вакуловский.
Производство: ТК «Аква-вита». Продюсер — Елена Петрова, автор идеи — Николай Петров, журналист ТВЦ.
Политковский, говоря об авторе цикла Николае Петрове, отмечал:
И он мучился с этой идеей, сайт организовывал по этому поводу и этот сайт уже существовал до выхода этой программы. Проблемы разные были, были пробы других ведущих, но потом так случилось, что в этот проект, который Николай Петров придумал, внедрился я. <…> Я поставил вопрос: жив ли ГУЛАГ, и получилось так, что многие люди согласились…
По словам ведущего, он «знаком с достаточно большим количеством преступных авторитетов».
В первом сезоне программа строилась по принципу дискуссии с приглашёнными экспертами. Съёмочная площадка была оформлена в стиле тюремной камеры. Зрители в студии сидели по другую сторону решётки, иногда высказывали своё мнение. Во втором сезоне авторы изменили проект, подключив к обсуждению по видеосвязи заключённых исправительных колоний. Таким образом дискуссия обострилась, участники стали высказываться смелее: например, актёр Владимир Конкин негативно высказался о моральных качествах современных милиционеров. Обсуждались такие темы, как вынесение условных приговоров за особо тяжкие преступления, преступные методы ведения избирательной кампании, запрещение сцен насилия на ТВ. Заключённые в своих суждениях иногда превращались из обвиняемых в обвинителей: например, заявляя, что на свободе остались наиболее изощрённые преступники.
Передача, которая рассматривала «проблемы преступления и наказания с точки зрения людей, столкнувшихся с нашей судебно-правовой системой» была закрыта в конце 2005 года: Олег Попцов, генеральный директор ОАО «ТВ Центр», посчитал, что программа «исчерпала свой ресурс».